# Miriam Drev
Miriam Drev, slovenska pesnica, pisateljica, kritičarka in prevajalka, *12. april 1957, Ljubljana.

## Življenje in delo
Miriam Drev se je rodila v Ljubljani, del njenih korenin pa sega v Nabrežino. Diplomirala je iz primerjalne književnosti in angleščine na Filozofski fakulteti v Ljubljani. S študijsko kolegico Sonjo Tomažič je leta 1983 napisala prvo vegetarijansko kuharico v Sloveniji, Sto en zelenjavni jedilnik, ki je bila leta 2011 ponatisnjena v prenovljeni izdaji. Sedem let je z družino preživela na Dunaju, kjer sta bili zasnovani otroška knjiga Šviga gre lužat (1995) in pesniška zbirka Časovni kvadrat (2002), ki je bila nominirana za nagrado za knjižni prvenec. Sledili sta dve knjigi poezije (Rojstva, 2007 in Vodna črta, 2008), zatem leta 2012 roman V pozlačenem mestu in četrta knjiga pesmi Sredi kuhinje bi rasla češnja. Leta 2014 je objavila svoj drugi roman, naslovljen Nemir. Leta 2021 je izšel njen tretji roman Od dneva so in od noči, napisan v pisemski obliki, in bil nominiran za nagrado Kresnik 2022. Četrti roman ima naslov Po poti se je zvečerilo (2024).
Po krajšem bivanju v Cambridgeu je sodelovala pri urejanju in prevajanju besedil za antologijo Nove britanske pisave. Prevaja iz nemščine in angleščine ter v angleščino. Prevedla je več kot 100 knjig sodobnih in klasičnih avtorjev kot tudi knjig za otroke in mladino, med njimi Margaret Atwood, Ralpha Walda Emersona, Iana McEwana, Rabindranatha Tagoreja idr. Številni avtorji so v slovenskem jeziku prvič izšli na njeno pobudo. Piše književne kritike in spremne besede k prevodom ter literarne večere in druge oddaje za Radio Slovenija, Ars in za slovensko sekcijo Radia Trst. Za antologijo Pozabljena polovica je napisala šest portretov pomembnih Slovenk.
Leta 2017 je izšla njena peta pesniška zbirka, naslovljena Tirso, 2022 pa še Zdravljenje prednikov. Leta 2014 in leta 2016 je bila nominirana za nagrado Mira za celotni opus, 2023 pa je prejela Veronikino nagrado.
Je članica Društva slovenskih pisateljev, SC PEN in Društva slovenskih književnih prevajalcev. Živi kot svobodna kulturna ustvarjalka v Ljubljani.